# لودفيغ جي. ستراوس
لودفيغ جي. ستراوس (بالألمانية: Ludwig G. Strauss)‏ هو إشعاعاتي ‏ وطبيب ألماني، ولد في 5 يوليو 1949 في فورمس في ألمانيا، وتوفي في 29 مايو 2013 بسبب سرطان.